# Minuca longisignalis
Minuca longisignalis is een krabbensoort uit de familie van de Ocypodidae. De wetenschappelijke naam van de soort werd in 1968 voor het eerst geldig gepubliceerd door Salmon & Atsaides.